# 中川勝彦
中川 勝彦（なかがわ かつひこ、1962年〈昭和37年〉7月20日 - 1994年〈平成6年〉9月17日）は、日本のマルチタレント（ミュージシャン・歌手、俳優、声優）。東京都文京区出身。娘は、同じくマルチタレントの中川翔子。

## 来歴・人物
会社社長の長男として誕生し、裕福な少年時代を過ごす。文京区立第六中学校（生徒会会長を務めた）卒業。
1978年慶應義塾高等学校に入学し、バンド活動を始める。フェンシング部に所属。
1980年の高校3年の時に、NHK「ヤングミュージックフェスティバル」に出場し、デビューのきっかけとなる。慶應義塾大学に進み後に中退。映画『ねらわれた学園』や『転校生』などに出演し、人気を博す。『ねらわれた学園』では、薬師丸ひろ子の相手役オーディションで最終選考まで残った（合格したのは高校の1年後輩に当たる高柳良一）。
1980年代前半の日本の歌謡界では稀有なヴィジュアル系アーティスト、日本版グラムロックアーティストとして、本田恭章と人気を二分した。美しいルックスとは裏腹に、気さくで腰が低く茶目っ気のある人柄で関係者に親しまれた。
歌手や俳優活動以外にもラジオ（ヤンタン・キンド館）のパーソナリティーとしても活躍。下ネタを持論を交えて大真面目に滔々と語る喋りが受け、中川のファンだけではなく、番組のファンからも評価を集めた。下ネタ発言がエスカレートし、放送禁止用語発言による2度の謹慎処分を受けたこともある。2度目の謹慎明け以降は、開始1時間は番組に参加出来ない（遅れ参加）処分扱いを受けていた。NHKのラジオ番組で、桑田靖子とパーソナリティを務め、まだ無名の新人アーティストの曲や、ヒットしていない曲を自ら選曲し、多数紹介した。桑田からは「お兄ちゃん」と呼ばれていた。
デビュー当時はムーンライダーズのメンバーが全面的にサポートし、楽曲提供や演奏で参加。その後、Charとユニット「MAJI-MAGIC」を結成するなど、アーティスト色を濃くしていく。本人による作詞・作曲も数多い。ヴォーカリストとしては妖しさと力強さを兼ね備えており、伸びのある歌声で評価が高かった。
交際していた女性と結婚したが、その事実は麗なルックスと天真爛漫なイメージでアイドル的路線タレントとして活動していたこともあり、イメージダウンになりかねないと考え近しい関係者と、わずかな友人達にしか知らせなかった。
後年、タレントとして活動を始めた娘・翔子自身が「父は中川勝彦」と明かすまで、勝彦と翔子が親子である事実が芸能界に知られる由もなかった。
俳優としてもテレビドラマ等で活躍していた。『海峡』では撮影中に監督の森谷司郎と演技を巡り揉め、出演シーンを大幅にカットされた。
1992年9月に急性骨髄性白血病を発症。以後9か月の闘病生活を経て復帰するも1994年8月に白血病を再発、1ヶ月後の9月17日に死去した。32歳没。病状に関しては親しい知人にも詳細は明かしておらず、ラジオ番組を通して公私とも交流していた兵藤ゆきと北野誠は人づてに「体調が悪いらしい」と聞き、見舞いの頃合いを検討していた折に突然の訃報を受け言葉を失ったという。戒名は「惠空院耀翔日彦居士」、墓は台東区谷中の常在寺にある。
ラスト・アルバムの写真は管野秀夫が担当した。管野は2006年、娘である翔子の「ヤングマガジン」でのグラビア撮影も担当した。
死去から約24年が経過した2018年7月、翔子がACジャパン「日本骨髄バンク支援キャンペーン」・『「生きたい」と願う人がいる』のキャンペーンCMに起用され、自分が9歳の時に白血病で死去した父に言及するとともに映像内で写真が使用されている。また特設サイトでは翔子が父への思いを述べている。
ミュージシャンとしてデビューしてから40周年を迎えた2024年2月、ワーナー・パイオニア所属時代にリリースした13作品がサブスクストリーミング配信を開始した。
遺作となる未発表の歌詞があり、中川の歌詞を元に娘の翔子が歌詞を完成させた。曲が付き、2019年12月4日に発売した彼女のアルバム『RGB 〜True Color〜』にある日どこかでと言うタイトルで収録された。本人の没後に娘が残された歌詞を完成させると言う形だが、初の父娘共作の歌となった。

## 家族・親族
妻はサケ・マスふ化事業を導入・推進したことで知られる伊藤一隆の曾孫桂子、娘はマルチタレントの中川翔子。なお教育者の大島正健は伊藤の義弟なので、中川は野尻抱影・大佛次郎兄弟とも姻戚関係で繋がっている（野尻は大島の娘婿なので、野尻の義母は中川の妻の曾祖父・伊藤の妹にあたる）。

## 人物

### 趣味
- 怪獣映画や漫画を大変好んでいた。娘の翔子によれば、美男子シンガーとして有名な父親も、家では「怪獣オタクの変なお父さん」だったと語る。翔子が幼少期には「楳図かずお作品やゲゲゲの鬼太郎を読まないと、ちゃんとした大人になれないぞ」とまで言い、翔子と連れ立って本屋に出向いて漫画全集などを大量購入しては一緒に楽しみ、感想を述べ合っていたという。漫画や特撮ファンになったのも、父親の影響だという。
- 絵心があり、絵本の執筆なども行っていた。2006年の日本テレビ『24時間テレビ』のコーナー内で、1994年の翔子の9歳の誕生日に、娘が好きな猫の絵を描いて「鳥が空を恋ひ　魚が海を慕うように　私はあなたを　愛するのでしょう」と言うメッセージを添えて、病床から手作りのバースデーカードを贈ったエピソードが紹介された。
- 彼の死後、翔子はたまたまインターネットで見てしまった父親に関するスキャンダルの噂にショックを受け、大切にしていたバースデーカードを衝動的にゴミ箱に捨ててしまったという（母親により元に戻され、今はまた大切に保管しているとのこと）。生前描いたイラストの数点は、中川翔子のイラスト作品集『ミラクルスケッチ』に収録されている。病床で描き上げ、1993年に刊行された絵本「未知の記憶〜Unknown Memory〜」は一度絶版になったが、2011年3月に復刻版が復刊ドットコムより発売された[8]。

### 人間関係
- 前述の通り、北野誠、兵藤ゆきとは、ラジオの共演などから大の親友だった。それぞれ「誠」や「ゆき姉」と呼んでいた。また北野からは「勝彦」や「かっちゃん」と呼ばれ、特に親しくしていた。まだ駆け出しであった頃、北野の実家において、2人がギターとピアノを弾きながら「こういう音楽をしたい」と、曲を披露した中川に北野は「それは売れへんで」と、自身の音楽の方向性について色々と模索していた。北野の実母からは、「ええ男や」ともてなされる。
- 織田哲郎とは、雑誌で対談したことがある[9][要出典]。
- B'zの松本孝弘は、スタジオ・ミュージシャン時代に、中川のサポート・ギタリストを務めていた[10]。
- Charとの共演のきっかけは、大阪でのLIVE時に当時バックバンドのギタリストだった是永巧一が大雪による交通マヒにより開演時間までの入りに間に合わず、たまたま大阪に遊びに行っていたCharに交渉したところ快諾を得て、サポートに駆けつけてくれることになったため[11]。その後意気投合し、ユニット「MAJI-MAGIC」を結成。アルバム制作にも協力を得ることになった。

## 出演作品

### 映画
- ねらわれた学園（1981年、東宝・（旧）角川春樹事務所） - 生徒・友田 役
- 海峡（1982年、東宝） - 高倉健・大谷直子の息子・阿久津修 役
- 転校生（1982年、ATG・日本テレビ放送網） - 一美の長兄・斉藤良行 役
- SPh（1983年、手塚眞監督） - 覗き魔トム 役 ※主演

### テレビドラマ
- 月曜ドラマランド「時をかける少女」（1985年、フジテレビ） - 一夫 役
- 白虎隊（1986年12月30日 - 12月31日、日本テレビ） - 沖田総司 役
- 火煙高田馬場（1987年4月4日、日本テレビ）
- 土曜スーパースペシャル「喧嘩安兵衛 決闘高田ノ馬場」（1989年7月1日、日本テレビ）
- 奇兵隊（1989年12月30日 - 12月31日、日本テレビ） - 沖田総司 役 （白虎隊の映像を流用）

### テレビアニメ
- 超力ロボ ガラット（1984年 - 1985年、名古屋テレビ / 日本サンライズ） - 主演・マイケル・マーシュ 役[12]

### テレビ番組
- ミッドナイトin六本木（1984年 - 1985年、テレビ朝日） - 音楽コーナーのMCを担当
- TOKIOロックTV（1985年10月 - 1987年3月、テレビ東京）

### CM
- サントリー「TESS」（1985年）

### ラジオ
- ジョイフルポップ「日本のロック・ニューミュージック」 火曜日担当（1987年4月 - 1989年3月、NHK-FM） - 桑田靖子と共演
- MBSヤングタウン金曜日（1986年10月 - 1987年3月、MBSラジオ）[1] - 兵藤ゆき・北野誠・ひかる一平・子守康範と共演
- 中川くんと太田くん（1989年10月6日 - 12月22日、ラジオ関西） - 太田貴子と共演

## 出版
- 夢も読めちゃう（1985年8月、角川書店） ISBN 978-4048510660
- 未知の記憶〜Unknown Memory〜（1993年12月25日、※白血病発病前から製作していた絵本）
2011年3月17日、復刊ドットコムより復刻版が発売された。スペシャル・エディション版には朗読CDが付いている。
  - スペシャル・エディション ISBN 978-4835445847
  - スタンダード・エディション ISBN 978-4835445854

## 音楽

### シングル
| #                              | 発売日                         | タイトル                                | B面                             | 規格                           | 規格品番                       |
| ワーナー・パイオニア / Elektra | ワーナー・パイオニア / Elektra | ワーナー・パイオニア / Elektra          | ワーナー・パイオニア / Elektra  | ワーナー・パイオニア / Elektra | ワーナー・パイオニア / Elektra |
| ------------------------------ | ------------------------------ | --------------------------------------- | ------------------------------- | ------------------------------ | ------------------------------ |
| 1st                            | 1984年2月22日                  | してみたい                              | 愛じゃない                      | EP                             | K-1529                         |
| 2nd                            | 1984年5月10日                  | 花の首飾り                              | 夜風からビーチ・ムーン          | EP                             | K-1532                         |
| 3rd                            | 1984年10月1日                  | Please, Understand Me                   | メロメロメロウ                  | EP                             | K-1536                         |
| 4th                            | 1985年5月25日                  | Skinny                                  | 白く光る                        | EP                             | K-1547                         |
| 5th                            | 1985年7月10日                  | ナンシー・Chang! (REMIX)                | なぎさホテル                    | EP                             | K-1551                         |
| 6th                            | 1986年2月25日                  | クール・ロマンティック                  | 邪悉茄・夜 (ジャスミン・ナイト) | EP                             | K-1557                         |
| 7th                            | 1986年5月25日                  | fromシンデレラ                          | BE MY GIRL                      | EP                             | K-1561                         |
| 8th                            | 1986年11月28日                 | ラスト・ウィッシュ ―同じ色のクリスマス― | OVER SEX                        | 12inch                         | K-3604                         |
| 8th                            | 1986年11月28日                 | ラスト・ウィッシュ ―同じ色のクリスマス― | from シンデレラ                 | 12inch                         | K-3604                         |
| NECアベニュー                  |                                |                                         |                                 |                                |                                |
| 9th                            | 1988年9月21日                  | アルバイト・ドリーマー                  | メッセージ                      | EP                             | N07E-20                        |
| 9th                            | 1988年9月21日                  | アルバイト・ドリーマー                  | メッセージ                      | 8cmCD                          | N10C-12                        |
| 10th                           | 1989年8月21日                  | I CALL YOU                              | BE MY GIRL                      | EP                             | MONEY                          |

### アルバム

#### オリジナルアルバム
|                                | 発売日                         | タイトル                       | 規格                           | 規格品番                       |
| ワーナー・パイオニア / Elektra | ワーナー・パイオニア / Elektra | ワーナー・パイオニア / Elektra | ワーナー・パイオニア / Elektra | ワーナー・パイオニア / Elektra |
| ------------------------------ | ------------------------------ | ------------------------------ | ------------------------------ | ------------------------------ |
| 1st                            | 1984年2月22日                  | してみたい                     | LP                             | K-12509                        |
| 2nd                            | 1984年9月25日                  | DOUBLE FEATURE                 | LP                             | K-12513                        |
| 3rd                            | 1985年5月25日                  | ペントハウスの夏               | LP                             | K-12515                        |
| 3rd                            | 1985年5月25日                  | ペントハウスの夏               | CD                             | 32XL-90                        |
| 4th                            | 1986年6月25日                  | FROM PUBERTY                   | LP                             | K-12524                        |
| 4th                            | 1986年6月25日                  | FROM PUBERTY                   | CD                             | 32XL-154                       |
| 5th                            | 1987年2月25日                  | MAJI-MAGIC                     | LP                             | K-12529                        |
| 5th                            | 1987年2月25日                  | MAJI-MAGIC                     | CD                             | 32XL-187                       |
| NECアベニュー                  |                                |                                |                                |                                |
| 7th                            | 1988年9月21日                  | ラヴァー・ピープル             | LP                             | N28U-12                        |
| 7th                            | 1988年9月21日                  | ラヴァー・ピープル             | CD                             | N32C-12                        |
| 8th                            | 1989年8月21日                  | HUMAN RHYTHM                   | CD                             | N29C-29                        |
| 9th                            | 1995年10月21日                 | Rebirth                        | CD                             | NACL-1194                      |

#### ベストアルバム
|               | 発売日         | タイトル      | 規格          | 規格品番      |
| NECアベニュー | NECアベニュー  | NECアベニュー | NECアベニュー | NECアベニュー |
| ------------- | -------------- | ------------- | ------------- | ------------- |
| 1st           | 1994年12月21日 | Again Me...   | CD            | NACL-1171     |

#### 参加作品
10th st2nd
1. CRACK SICK（1991年7月21日、アルファレコード）
2. MADE IN JAPAN（1991年11月21日、アルファレコード）